# 苗汝霖
苗汝霖（？年—？年），山西行都司朔州衛人，軍籍。明朝進士、官员。

## 生平
嘉靖元年（1522年）壬午科山西鄉試舉人，嘉靖五年（1526年）丙戌科第二甲第三十九名進士。授兵部主事，历官武库司郎中，十一年（1532年）十二月因贪污工役銀，被发边卫永远充军。